# آيت سيلم (آيت سيدي داود)
آيت سيلم هي إحدى مشيخات المملكة المغربية، تتبع جغرافيا لإقليم الحوز وإداريًا لآيت سيدي داود. يقدر عدد سكانها بـ 12616 نسمة حسب الإحصاء الرسمي للسكان والسكنى لسنة 2004.